# Distretto di Huanuara
Il distretto di Huanuara è un distretto del Perù, facente parte della provincia di Candarave, nella regione di Tacna.